# 陳省身
陳省身（ちん しょうしん、英: Shiing-Shen Chern 北京官話: [tʂʰən.ɕiŋ.ʂən]、1911年10月28日 - 2004年12月3日）は中華民国、アメリカの数学者。エリ・カルタンを継ぐ20世紀を代表する幾何学者。

## 人物・来歴
1930年に南開大学卒業後、清華大学の大学院に進学。1934年にドイツのハンブルク大学に留学しヴィルヘルム・ブラシュケ (Wilhelm Blaschke) に学ぶ。1936年に博士号を取得。その後一年間、当時最先端の微分幾何学者であったエリー・カルタンに師事し、カルタン流の幾何学をマスターする。1937年に清華大学教授に就任。1943年プリンストン高等研究所研究員、1949年シカゴ大学教授、1960年カリフォルニア大学バークレー校教授、1982年MSRI所長、1985年南開大学数学研究所所長。
教え子に野水克己やシン・トゥン・ヤウ（丘成桐）がいる。1985年王立協会外国人会員選出。

## 研究
ガウス・ボンネの定理の非常に簡単な証明やチャーン類の発見、チャーン・ヴェイユ理論、チャーン・サイモンズ理論（近年数理物理学で特に重要な役割を果たしている）でよく知られている。それだけではなく、極小部分多様体論、積分幾何学、等長埋め込み、正則写像と値分布論、G-構造論、フィンスラー幾何学で様々な貢献がある。

## 受賞歴等
- 1970年 ショーヴネ賞（数学）
- 1975年 アメリカ国家科学賞（数学）
- 1982年 フンボルト賞（数学）
- 1983年 スティール賞
- 1983/4年 ウルフ賞数学部門
- 1985年 南開大学より名誉博士号
- 2002年 ロバチェフスキー賞
- 2004年 ショウ賞（数理科学）[2]

## 著作
以下に邦訳著作物を挙げる。
- 『複素多様体講義』（シュプリンガー・フェアラーク東京,　2005年,　ISBN 4431710841）
- 『微分幾何学講義 リーマン・フィンスラー幾何学入門』（培風館,　2005年,　ISBN 456300345X）
- 『リーマンに戻る （数学の最先端4に所収）』（シュプリンガー・フェアラーク東京,　2003年,　ISBN 443171040X）